# Sithon naenia
Sithon naenia är en fjärilsart som beskrevs av William Chapman Hewitson 1863. Sithon naenia ingår i släktet Sithon och familjen juvelvingar. Inga underarter finns listade i Catalogue of Life.